# Juan del Encina

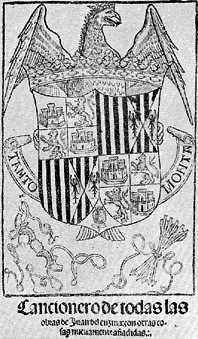
Portada del cançoner de l'autor, de 1496

Juan del Encina (Salamanca, 1468 - Lleó, 1529) va ser un poeta, músic i autor de teatre espanyol de l'època dels Reis Catòlics.
És conegut per a la seva canço Triste España de la qual els primers versos diuen:
| « | Triste España sin ventura todos te deben llorar Despoblada d'alegría, para nunca en ti tornar. | » |

Estudià a Salamanca i a Roma fou cantor dels papes Alexandre VI, Juli II i Lleó X. El 1519 fou ordenat sacerdot i peregrinà a Jerusalem. En la seva obra destaquen publicacions de caràcter poètic, dramàtic i musical. Les seves composicions musicals (cançons, romanços i, especialment, villancicos) contenen un especial dramatisme en el text i són una mostra de l'art polifònic castellà, de contrapunt simple i d'una gran expressivitat.
Morí a Lleó, on era prior i fou enterrat en la catedral d'aquesta ciutat; complint, però, el seu desig, les seves restes foren portades en 1534 a la Catedral de Salamanca, on fou sebollit.